# 利雅得省
利雅得省（阿拉伯语：‎）是沙烏地阿拉伯中部的一個省。首府利雅得也是該國的首都。该省份是沙特阿拉伯的13个行政区划单位之一 ，土地面积仅次于东部省，人口排名仅次于麦加省。

## 地理概要
利雅得省位于沙特阿拉伯王国中部，利雅得地区位于沙特阿拉伯中部。东部接壤东部省，西部接壤卡西姆省、麦地那省、麦加省，南部接壤阿西尔省。土地面积为约占沙特国土面积的17%。

## 行政区划
根据行政区划，利雅得省治下有20个县，1个中心市。
1. 德热阿亚县（محافظة الدرعية）
2. 合热吉县（محافظة الخرج）
3. 穆加姆尔县（محافظة المجمعة）
4. 哈特县（ محافظة الغاط）
5. 达瓦迪马县（محافظة الدوادمى）
6. 葛瓦伊耶县（محافظة القويعية）
7. 达瓦西热县（وادي الدواسر）
8. 阿弗拉季县（ محافظة الأفلاج）
9. 祖乐菲县（محافظة الزلفي）
10. 舍格拉县（ محافظة شقراء）
11. 胡特白尼泰米米县（ محافظة حوطة بني تميم）
12. 阿菲夫县（محافظة عفيف）
13. 赛里利县(محافظة السليل)
14. 都鲁马县（محافظة ضرما）
15. 穆扎海米耶县（محافظة المزاحمية）
16. 里马哈县（ محافظة رماح）
17. 撒迪哥县（محافظة ثادق）
18. 哈里格县（محافظة الحريق）
19. 米拉特县（ محافظة مرات）
20. 胡热米拉县（ محافظة حريملاء）
21. 利雅得市

## 人口
利雅得省根据2010年人口统计为6,777,146人，约占24%的沙特阿拉伯常驻人口。

## 气候
该省份的气候为大陆性荒漠气候，昼夜温差大。春季有沙尘暴，夏季炎热干燥，冬季较凉爽。11月至次年5月偶有降雨，年平均降水量为84.4毫米。

## 教育

### 国立大学
- 沙特国王大学
- 伊玛目穆罕默德·本·沙特伊斯兰大学
- 努拉·宾特·阿卜杜勒·拉赫曼公主大学
- 沙特本阿卜杜勒阿齐兹国王健康科学大学
- 纳伊夫阿拉伯安全科学大学
- 萨勒曼本阿卜杜拉齐兹王子大学
- 穆贾马尔大学
- 沙克拉大学

### 国立学院
- 军事学院
- 技术学院
- 公共行政学院
- 高等司法研究院
- 伊斯兰教高级研究院
- 职业技术学院

### 私立大学
- 苏尔坦亲王私立大学（جامعة الأمير سلطان الاهلية）
- 亚马麦学院
- 费萨尔大学
- 半岛学院

## 旅游

### 博物馆
- 沙烏地阿拉伯國家博物館
- 半岛雄鹰航空博物馆（英语：Royal Saudi Air Force Museum）